# Back on the Block
Back on the Block è un album di Quincy Jones, pubblicato dall'etichetta discografica Qwest nel 1989. Al disco partecipano leggende della musica come Miles Davis, Joe Zawinul, Barry White, George Benson, Ray Charles, Dionne Warwick e Chaka Khan e contiene le ultime registrazioni in studio nelle carriera di Ella Fitzgerald e di Sarah Vaughan.

## Tracce
1. Prologue (2Q's Rap)
2. Back on the Block
3. I Don't Go for That
4. I'll Be Good to You
5. The Verb To Be (Introduction to Wee B. Dooinit)
6. Wee B. Dooinit (Acapella Party by the Human Bean Band)
7. The Places You Find Love
8. Jazz Corner of the World (Introduction to "Birdland")
9. Birdland
10. Setembro (Brazilian Wedding Song)
11. One Man Woman
12. Tomorrow (A Better You, Better Me)
13. Prelude to the Garden
14. The Secret Garden (Sweet Seduction Suite)